# Emilio Giubellini
Emilio Giubellini detto Falco. (Mezzano Inferiore, 31 dicembre 1922 – Padova, 22 marzo 1945) è stato un partigiano italiano.

## Biografia
Nacque in una famiglia numerosa e povera. Per questo motivo nel 1940 si arruolò come volontario per il servizio premilitare con la speranza al ritorno di trovare un posto di lavoro stabile come gli era stato promesso. Entrò a far parte del battaglione Cremona. Dopo solo quattro giorni l’Italia entrò in guerra. Trascorsi i due anni rientrò a casa senza tuttavia trovare l’occupazione promessa. Fu richiamato subito alle armi nel gennaio del 1942. Dopo l’8 settembre venne fatto prigioniero dai tedeschi ma durante il viaggio verso il campo di prigionia riuscì a fuggire. 

### La Resistenza
Entrò a far parte della resistenza triestina prestando servizio anche presso formazioni partigiane jugoslave. Dal giugno 1944 svolse la propria attività con le brigate garibaldine a Nimis. A settembre dello stesso anno partecipò a una battaglia contro i tedeschi. Nei mesi successivi guidò alcuni gruppi partigiani. Il 17 marzo 1945 il comando della brigata Sabatucci fece venire Giubellini e i suoi compagni a Padova per affidare loro un’azione molto importante. Avrebbero dovuto liberare alcuni detenuti da Palazzo Giusti dove operava la Banda Carità, famosa per le sevizie e le torture inferte ai loro prigionieri. Non appena giunto a Padova però, Giubellini e un compagno vennero fermati durante un’azione di controllo dalla Brigata Nera e catturati. I due subirono torture ed in seguito furono giustiziati.
In via Moretto da Brescia a Padova, una targa ricorda l’uccisione dei due partigiani avvenuta in questo luogo. Giubellini e il compagno sono citati anche su una lapide nel municipio di Padova. 
Il comune di Mezzani ha dedicato una via di Mezzano Inferiore a ricordo di Emilio Giubellini.